# Melissa Courtney-Bryant
Melissa Courtney-Bryant (* 30. August 1993 in Poole als Melissa Courtney) ist eine walisische Leichtathletin, die im Mittel- und Langstreckenlauf antritt.

## Sportliche Laufbahn
Erste internationale Erfahrungen sammelte Melissa Courtney-Bryant bei den U23-Europameisterschaften 2015 in Tallinn, bei denen sie in 4:17,49 min den zehnten Platz im 1500-Meter-Lauf belegte. Im Jahr darauf qualifizierte sie sich für die Europameisterschaften in Amsterdam, bei denen sie mit 4:18,74 min in der ersten Runde ausschied. Bei der Sommer-Universiade 2017 in Taipeh wurde sie in 4:21,14 min Fünfte und siegte anschließend mit der gemischten Staffel bei den Crosslauf-Europameisterschaften in Šamorín. 2018 erfolgte die Teilnahme an den Commonwealth Games im australischen Gold Coast, bei denen sie in 4:03,44 min die Bronzemedaille hinter der Südafrikanerin Caster Semenya und Beatrice Chepkoech aus Kenia gewann. Zudem erreichte sie im 5000-Meter-Lauf in 15:46,60 min Rang neun. In dieser Disziplin nahm sie auch an den Europameisterschaften in Berlin teil und wurde dort in 15:04,75 min Fünfte. Im Jahr gewann sie bei den Halleneuropameisterschaften in Glasgow in 8:38,22 min die Bronzemedaille im 3000-Meter-Lauf hinter ihrer Landsfrau Laura Muir und Konstanze Klosterhalfen aus Deutschland. 2020 siegte sie in 4:05,07 min beim Göteborg Friidrott GP 2022 schied sie bei den Weltmeisterschaften in Eugene mit 4:09,07 min in der Vorrunde aus, ehe sie bei den Commonwealth Games in Birmingham mit 4:10,86 min auf Rang zehn gelangte. Daraufhin kam sie bei den Europameisterschaften in München mit 4:09,11 min nicht über den Vorlauf hinaus.
2023 gewann sie bei den Halleneuropameisterschaften in Istanbul in 8:41,19 min die Bronzemedaille über 3000 Meter hinter den Deutschen Hanna Klein und Konstanze Klosterhalfen. Im August erreichte sie bei den Weltmeisterschaften in Budapest das Finale und gelangte dort mit 4:03,31 min auf Rang zwölf. Im Jahr darauf wurde sie beim Herculis in 5:26,08 min Zweite über 2000 Meter und 2025 gewann sie bei den Halleneuropameisterschaften in Apeldoorn in 8:52,92 min die Silbermedaille hinter der Irin Sarah Healy.
In den Jahren 2020 und 2023 wurde Courtney-Bryant britische Hallenmeisterin im 3000-Meter-Lauf. Sie absolvierte ein Masterstudium für Sportpsychologie an der Brunel University in London. Im Oktober 2019 heiratete sie den Zehnkämpfer Ashley Bryant.

## Persönliche Bestleistungen
- 1500 Meter: 3:58,01 min, 16. Juli 2023 in Chorzów
  - 1500 Meter (Halle): 4:04,79 min, 9. Februar 2021 in Liévin
- Meile: 4:16,38 min, 21. Juli 2023 in Monaco
  - 1 Meile (Halle): 4:35,48 min, 21. Februar 2015 in Birmingham
- 2000 Meter: 5:26,08 min, 12. Juli 2024 in Monaco (britischer Rekord)
- 3000 Meter: 8:39,20 min, 18. August 2018 in Birmingham
  - 3000 Meter (Halle): 8:28,69 min, 2. Februar 2025 in Boston
- 5000 Meter: 14:53,82 min, 30. Mai 2019 in Stockholm